# 사랑아 (장윤정의 노래)
〈사랑아〉는 2005년에 발표된 장윤정의 노래이다.